# ناحیه سساندرا ماراهوئه
ناحیه سساندرا ماراهوئه (به لاتین: Sassandra-Marahoué District) یک منطقهٔ مسکونی در ساحل عاج است. ناحیه سساندرا ماراهوئه ۲۳٬۹۴۰ کیلومتر مربع مساحت و ۲٬۲۹۳٬۳۰۴ نفر جمعیت دارد.